# Puerto Cabello
Puerto Cabello es una ciudad y puerto marítimo del estado Carabobo, Venezuela. Es el puerto marítimo más importante y de mayor valor económico de Venezuela (seguido por el puerto de La Guaira), por su gran actividad de importación de materia prima para el sector industrial venezolano.
Fundada el 5 de agosto de 1811 bajo el nombre de San Juan Bautista de Puerto Cabello, su población actual es de 180 280 habitantes y en su área metropolitana (Conurbación Puerto Cabello-Morón) es de 259 794 habitantes según datos del INE en 2020, lo que la convierte en la segunda ciudad más poblada del estado Carabobo y la 17.ª entre el total de ciudades de Venezuela. En esta ciudad se encuentra la base naval Agustín Armario, inaugurada en julio de 1946, donde desde 1960 se aloja el Comando de la Armada. Por este motivo, este puerto es una de las bases militares navales más importantes del país.

## Historia

### Orígenes
No se tiene estimada una fecha precisa de la fundación de la ciudad de Puerto Cabello, su origen fue muy diferente al de otras ciudades de la América hispana, en las que el acto de fundación seguía una metodología muy precisa, que incluía el trazado de planos de la ciudad, reparto de tierras entre los colonos, acto oficial de fundación ante el Rollo de justicia, establecimiento de las autoridades rectoras, etc. Parece ser que el origen de  la ciudad de Puerto Cabello se debió a la llegada paulatina y nada organizada de personas provenientes de otras ciudades, como sucedió en el caso de los habitantes de la cercana población de Borburata, que huyendo de los continuos ataques piratas, recalaron en las inmediaciones de Puerto Cabello.
El origen del nombre de la ciudad tampoco está establecido; se dice que se debe a la tranquilidad de sus aguas marinas, tan calmas que se podían amarrar barcos de gran calado con la hebra de un cabello. Algunos historiadores sostienen que a mediados del siglo XVI un aventurero y contrabandista, de nombre Fernando Cabello, estableció una base de operaciones en la zona, donde fondeaba sus embarcaciones y almacenaba sus mercancías, dando origen a una pequeña población que con el tiempo tomó su nombre. Lo cierto es que el nombre Puerto Cabello aparece documentado por primera vez en el plano de la provincia de Caracas elaborado en 1578 por Juan de Pimentel. El puerto ostentaba el rango de diputación y tenientazgo, dependiente de la ciudad de Valencia.

### Comienzos coloniales
Desde mediados del siglo XVI hasta el fin del período colonial, sufrió continuos ataques por parte de piratas, bucaneros, corsarios y armadas de potencias enemigas de España. Entre los principales ataques están los de sir John Hawkins en 1564 y 1567 (este último acompañado por Francis Drake), de Christopher Myngs en 1569, el sufrido a manos de una escuadra francesa en 1595 y los ataques del pirata francés Michel de Grandmont en 1679, quien se apodera de un gran buque fondeado en la rada del puerto al mando de una flota de seis navíos.
En época colonial la ciudad de Puerto Cabello se convirtió en un punto importante para el comercio con las Antillas y Europa. Durante este ciclo se creó la Real Compañía Guipuzcoana, para controlar el contrabando de los holandeses y consolidar el monopolio comercial, en particular de rubros agrarios, a través de su puerto. Para la época era considerado como uno de los mejores del Nuevo Mundo: desde aquí salía el cacao, el tabaco, el algodón y el índigo.

### Tiempos de la Compañía Guipuzcoana
Los primeros buques de la Real Compañía Guipuzcoana llegan a  la ciudad de Puerto Cabello en el 1730, acompañados de una gran cantidad de ingenieros, albañiles, carpinteros y obreros que comienzan de inmediato a trazar las calles, construir acueductos, fortificaciones y todo lo necesario para levantar una ciudad. 
En 1732 comenzaron los trabajos de construcción del Castillo San Felipe (actual Castillo Libertador) que culminaron en 1741 y su función era proteger la ciudad de posibles ataques navales, proteger al puerto y toda actividad mercantil.
En el marco de la guerra del Asiento la escuadra inglesa del Comodoro Charles Knowles ataca sin éxito las fortalezas de Puerto Cabello el 15 y el 24 de abril de 1743. Hasta el 13 de mayo, en que la nave insignia se aleja, fue un constante bombardeo, desembarco, canje de prisioneros y hasta permiso a los ingleses para la toma de agua en la desembocadura del río Borburata. Durante este ataque los ingleses dispararon un aproximado de 900 bombas, de las cuales 40 impactaron en el castillo, aunque el daño en las murallas, cuarteles y baterías del castillo no fue proporcional al inclemente ataque. El ataque inglés dejó 300 muertos, entre los que se cuenta el Condestable del castillo y 60 heridos.

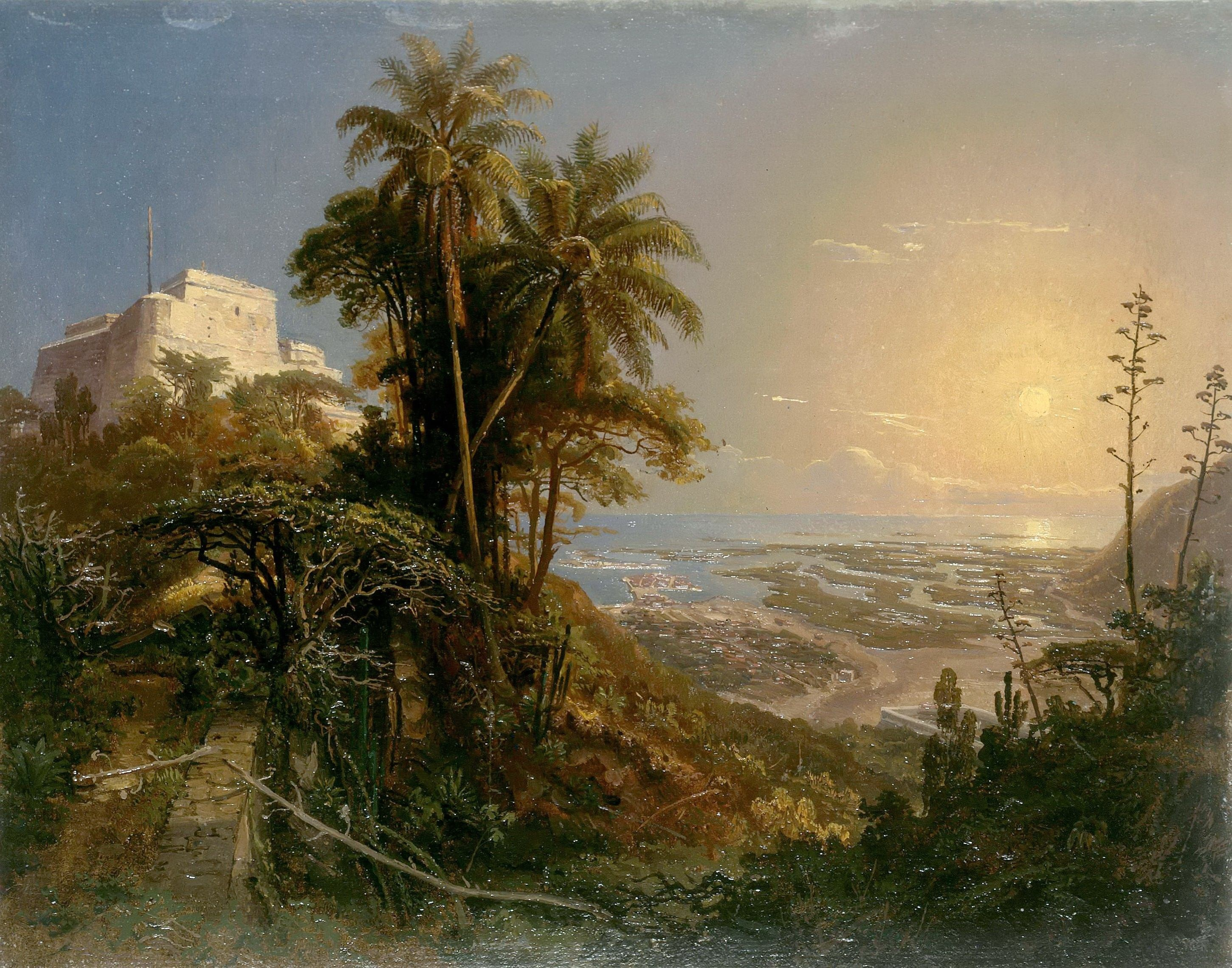
Fortín Solano en cuadro de Ferdinand Bellermann Vista de Puerto Cabello (1843)

En 1761 se decreta la construcción del Camino de los Españoles para facilitar el comercio entre Valencia y Puerto Cabello. Este sendero ya existía desde antes de la llegada de los españoles a Venezuela, muestra de ello son las representaciones gráficas (petroglifos) que en él existen.
Posteriormente en 1766 se construyó el Fortín Solano por orden expresa del Gobernador y capitán general de Venezuela Don José Solano y Bote, en la zona llamada Cresta del Vigía. El primer director de este emprendimiento fue el ingeniero militar Juan Amador Courten.

### Finales delsigloXVIIIy comienzos delsigloXIX

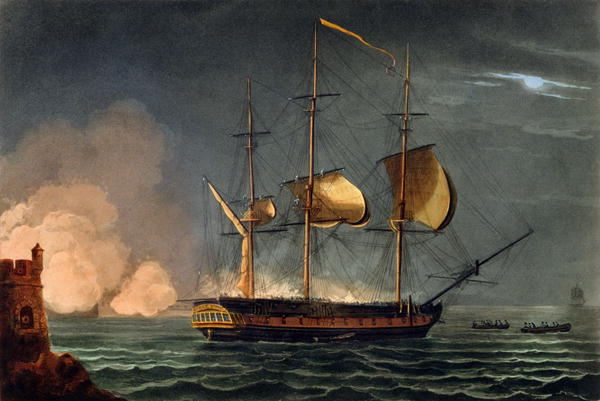
Asalto de la HMS Hermione en Puerto Cabello

En la noche del 24 al 25 de octubre de 1799, seis botes y lanchas procedentes de la fragata inglesa HMS Surprise asaltaron el navío HMS Hermione que los amotinados habían entregado a los españoles. La sorpresa fue total; los escasos soldados de guardia fueron fácilmente arrollados, el capitán Hamilton y sus hombres se apoderaron del alcázar del barco y cerraron las escotillas, dejando la tripulación -aún somnolienta- encerrada y limitándose a pegar tiros y sablazos a los confinados. Eso explica que los españoles sufrieran 119 muertos y 57 heridos. Sin embargo, los ingleses no tuvieron una sola baja, únicamente 12 heridos, entre ellos el capitán Hamilton que fue recibido con honores en Londres.
En 1804 llega a la ciudad de Puerto Cabello la Real Expedición Filantrópica de la Vacuna a cargo de Francisco Javier Balmis. Varios prisioneros de la fracasada expedición de Francisco de Miranda, en su mayoría estadounidenses, fueron ahorcados en la plaza mayor de Puerto Cabello el 21 de julio de 1806.

### Batalla de Puerto Cabello
El 5 de julio de 1811 se firma el acta de independencia de Venezuela y un mes después Puerto Cabello adquirió el rango de ciudad de manera oficial bajo la denominación de San Juan Bautista de Puerto Cabello. Antes de esa fecha había ostentado el rango de diputación y tenientazgo, dependiente de la ciudad de Valencia.
El 30 de junio de 1812, los realistas prisioneros en el castillo San Felipe (que estaba al comando del joven coronel Simón Bolívar) se sublevan al mando del Alférez Francisco Fernández Vinoni, apresan a la guarnición y bombardean la ciudad y el puerto con los cañones del fuerte. Vuelan al bergantín patriota Argos y rinden la plaza además de dos goletas y una cañonera que se encontraban en la rada del puerto.
Tras la caída de la ciudad de Puerto Cabello en manos realistas, continuas deserciones y derrotas claves contra el ejército realista de Domingo Monteverde, el Generalísimo Francisco de Miranda se vio en la obligación de capitular en San Mateo el 25 de julio de 1812, dando fin a la Primera República de Venezuela. En el castillo San Felipe estuvo preso Miranda antes de ser enviado a Cádiz vía Puerto Rico. A principios de 1813 escribe desde su celda un memorial a la Real Audiencia de Caracas exigiendo el cumplimiento de la capitulación de San Mateo. 
A finales de 1813 Manuel Piar establece el bloqueo marítimo de Puerto Cabello, en combinación con el sitio terrestre impuesto por el Libertador Simón Bolívar recupera la plaza fuerte para los patriotas consolidando la Segunda República. El brigadier Antonio Zuazola será capturado por Bolívar, quien propuso inmediatamente su canje por el coronel Diego Jalon, propuesta rechazada por Monteverde, quien persistía en su conducta de no tratar con los enemigos. Esto y el haber Monteverde fusilado algunos prisioneros, obliga a Bolívar a ahorcarlo en el Fortín Solano. 
En 1814 ante el avance de las huestes de José Tomás Boves Puerto Cabello cae en manos de los realistas precipitando el final de la Segunda República. Crueles represalias por el ahorcamiento de Zuazola siguieron por parte de los realistas contra los prisioneros del castillo porteño.
En 1815 la flota española al mando del General Pablo Morillo hace escala en la ciudad de Puerto Cabello para embarcar provisiones y reclutar efectivos que serían utilizados en el asedio a Cartagena de Indias.
Luego de la batalla de Carabobo de 1821, el batallón realista Valencey en heroica retirada se refugió en la ciudad de Puerto Cabello, el cual fue el único reducto español en territorio venezolano bajo el gobierno realista del capitán general Miguel de la Torre. 
En 1822 el mariscal de campo Francisco Tomás Morales asume la Capitanía General de Venezuela en la ciudad de Puerto Cabello tras el traslado de Miguel de la Torre a Puerto Rico. Tan pronto asumió el mando, Morales reinició operaciones destinadas a recuperar el territorio perdido por el ejército español y tratar de restablecer la autoridad del Rey de España.
En agosto de 1822, desde la ciudad de Puerto Cabello, Morales emprendió un ataque contra las fuerzas republicanas, pero fue derrotado por el general José Antonio Páez el 11 del mismo mes, en la Sabana de la Guardia. Tras la derrota, Morales retornó a Puerto Cabello e inició las operaciones de lo que se conoce como "campaña de Occidente" y que se extendió por Coro, Maracaibo, Trujillo y Mérida. En dicha campaña, Morales logró el éxito en un primer momento, al obtener el control de Maracaibo y todo el Zulia. Una escuadra grancolombiana de nueve buques, al mando del comodoro Danells, bloquea Puerto Cabello y no cayendo en la cuenta de que eran muy superiores la flota realista de Ángel Laborde se dirigió hacia el enemigo y le acometió con tanta fuerza que apresó a las corbetas María Francisca y la Zafiro (este último, buque insignia del comodoro). Puso en fuga al resto de las naves y levantó el bloqueo de Puerto Cabello, donde pudo reparar a sus buques de los daños sufridos en el combate. En reconocimiento de tan meritoria acción le fue entregada a Laborde la cruz de la Orden de Carlos III. No obstante, las operaciones desarrolladas por Morales entre diciembre de 1822 y enero de 1823 destinadas a obtener el mismo resultado en Trujillo y Mérida, fracasaron habiendo agotado todos sus recursos logísticos. A partir del 3 de agosto de 1823 y como consecuencia de la capitulación de Morales ante los republicanos en Maracaibo tras la derrota en el combate naval del lago de Maracaibo ante el neogranadino Almirante José Prudencio Padilla, el Brigadier Sebastián de la Calzada quedó como último comandante en jefe, cargo que desempeñó en Puerto Cabello hasta la capitulación de sus fuerzas ante el general José Antonio Páez, quien con sus lanceros a caballo lograron sellar definitivamente la independencia de Venezuela al rendirse el último bastión de la Corona española en Venezuela. A este episodio histórico se le conoce como La Toma de la ciudad de Puerto Cabello y se conmemora anualmente el 8 de noviembre.

### SigloXIXrepublicano
El 17 de diciembre de 1835, un grupo de reformistas bajo el mando de Pedro Carujo tomó la plaza de Puerto Cabello y declaró el estado de sitio. Páez intervino en los combates en los cuales Carujo fue herido y capturado el 24 de diciembre de 1835. Finalmente, con el control de Maracaibo el 1 de enero de 1836, y luego con la rendición de Puerto Cabello el 1 de marzo de 1836, llegaba a su fin la contienda armada de la Revolución de las Reformas.
Cuando estalló la Guerra Federal, la escuadra española al mando del almirante Casto Méndez Núñez negándose a reconocer el bloqueo que practicaban los insurgentes, con arreglo al derecho internacional, penetró en la rada del puerto y protegió los bienes y vidas de los extranjeros.
Proveniente de Caracas, Manuel Ezequiel Bruzual se proclama en ejercicio de la Presidencia de Venezuela, alista tropas pero es herido y derrotado por el ejército de José Ruperto Monagas el 14 de agosto de 1868. Bruzual huye a Curazao donde muere al día siguiente.
El ferrocarril de Puerto Cabello-Valencia de 55 km se construyó en la década de 1880 para unir Valencia, entonces la segunda ciudad del país, con el Puerto.
En 1888, durante el gobierno de Hermógenes López, se inaugura el ferrocarril Puerto Cabello-Valencia y el cable submarino con Europa. 
En 1898 se inaugura el Teatro Municipal en el cual actuaron grandes artistas como Antonio Vico, Ana Pavlova, Augusto Brandt y Carlos Gardel entre otros.

### SiglosXXyXXI

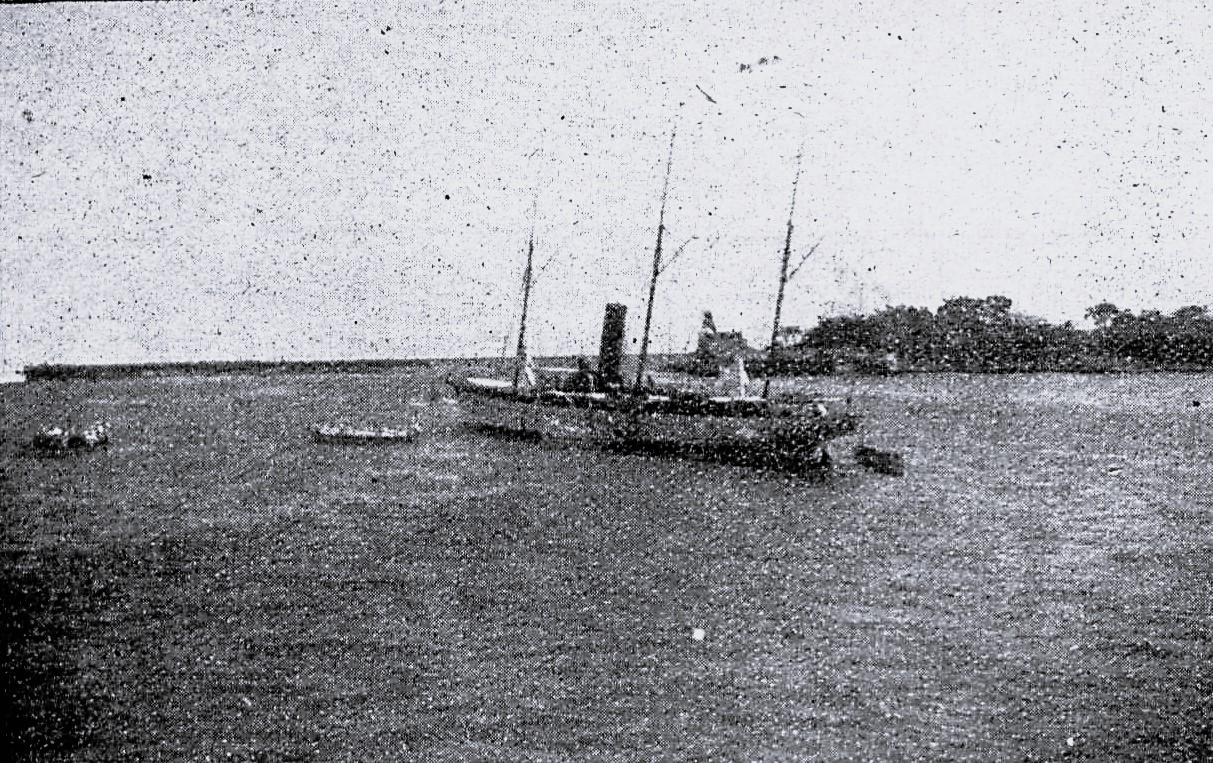
La tripulación alemana abandona el Restaurador

Entre fines de 1902 y principios de 1903 las marinas de guerra del Imperio británico, el Imperio alemán y el Reino de Italia bloquearon las costas y puertos de Venezuela exigiendo el pago inmediato de las deudas contraídas por Venezuela a las compañías de sus connacionales. El acorazado inglés Charybdis y el crucero alemán Vineta bombardean los fuertes de Puerto Cabello.
En 1908 buques de guerra holandeses bloquean la ciudad de Puerto Cabello. El crucero Gelderland captura el guardacosta Alix  que fue remolcado junto al 23 de Mayo a Willemstad (Curazao).
La producción naval nacional se inicia en 1909 con la colocación de la quilla al guardacostas "29 de enero" en el astillero y dique de Puerto Cabello.
Cipriano Castro y Juan Vicente Gómez convierten los fuertes de Puerto Cabello en cárceles donde estuvieron privados de libertad ilustres personajes disidentes como el general José Manuel "Mocho" Hernández (1853-1921), el escritor José Rafael Pocaterra (1888-1955),  el general José Rafael Gabaldón(1882-1975), el anarquista Biófilo Panclasta (1879–1943), el poeta Pio Tamayo, el general Juan Pablo Peñaloza,  el tribuno Jóvito Villalba (1908-1989), el líder estudiantil Rómulo Betancourt (1908-1981), el escultor Alejandro Colina (1901-1976) y el poeta Andrés Eloy Blanco (1897-1955).
En 1921 los hermanos lasallistas inauguran el colegio San José de La Salle, el segundo en su tipo en Venezuela.
En 1936 el nuevo presidente, Eleazar López Contreras, libera los presos políticos encarcelados en los castillos de Puerto Cabello por el régimen de Gómez.
En 1939, varios judíos europeos prófugos, llegaron a la ciudad de Puerto Cabello en uno los llamados "Barcos de la Esperanza",  el Caribia (el otro era el Königstein) después de haber sido rechazados en Barbados, Trinidad y la Guayana Británica. Una historia conmovedora que habla de la calidad humana y valor del presidente Eleazar López Contreras al otorgarles asilo en Venezuela.
En 1939 estalla la Segunda Guerra Mundial y los barcos mercantes pertenecientes a los países del Eje que emprendían actividad comercial en el Caribe eran acosados por barcos ingleses y franceses. A estas naves les era imposible regresar a sus países de origen por el bloqueo aliado. En 1940, seis barcos de bandera italiana y uno de bandera alemana pidieron refugio al gobierno de Venezuela dada su condición de país neutral. El refugio les fue concedido y las siete embarcaciones se alojaron en la bahía de Puerto Cabello. Entre los buques se encontraban: los mercantes de bandera italiana Baccicin Padre, Teresa Odero, Jole Faccio y Trottiera y el alemán Sesostris. En la noche del 31 de marzo de 1940, las tripulaciones de los barcos refugiados incendiaron sus propias naves siguiendo las órdenes del alto mando naval del eje Roma-Berlín.
El Banco del Caribe es fundado por el comerciante libanés Aníbal Dao el 12 de febrero de 1954 con sede en la ciudad de Puerto Cabello, funcionando como un instituto crediticio desde que inicia operaciones el 3 de noviembre del mismo año. Actualmente es una de las entidades bancarias más importantes de Venezuela.
El 2 de junio de 1962, la ciudad de Puerto Cabello fue escenario de una cruenta lucha entre tropas leales al presidente Rómulo Betancourt y fuerzas sublevadas de la base naval con apoyo de civiles y guerrilleros comunistas de las FALN. Este hecho, que convirtió a la ciudad en campo de batalla, se conoce como El Porteñazo. Finalmente, el día 3 de junio, el Ministerio de Relaciones Interiores anunció que desde el amanecer, las Fuerzas Armadas leales al gobierno habían puesto fin a la rebelión con un saldo de más de 400 muertos y 700 heridos. Tres días después, luego de ser capturados los jefes del alzamiento, cae el último reducto de los insurrectos, el Fortín Solano.

## Economía
La vida económica del municipio gira alrededor del Puerto de Puerto Cabello dada su condición de puerto marítimo es la más importante de Venezuela . Por ello existen en Puerto Cabello numerosas empresas aduanales, almacenadoras, empresas de carga y descarga de buques, empresas de abastecimiento de buques, etc. A través del puerto se realizan el 80% de las importaciones y exportaciones del país. La empresa más importante de este sector es la estatal Bolivariana de Puertos, C.A.
Otro rasgo distintivo de la economía de la ciudad de Puerto Cabello es que la actividad económica gravita alrededor de las grandes empresas estatales nacionales establecidas en el municipio. Las más grandes son Bolivariana de Puertos, Petróleos de Venezuela y la termoeléctrica Planta Centro. Debido a esto la política nacional influye mucho en la economía del municipio, ya que se calcula que solo estas tres empresas dan trabajo de manera directa e indirecta al 50% de la población. 
La ciudad de Puerto Cabello cuenta con Diques y Astilleros Nacionales Compañía Anónima (DIANCA), los más grandes de Venezuela, donde se construyen diversas embarcaciones y se prestan servicios de reparaciones y mantenimiento en dique seco a buques de diferentes banderas. También está instalada la empresa Molinos Nacionales (MONACA) y la Harinera Industrial Venezolana, entre otras empresas estatales.
La ciudad de Puerto Cabello, además, tiene un potencial turístico no explotado, incluyendo playas de arena suave, ensenadas vírgenes, una zona colonial con infraestructuras rescatables y una historia rica.

## Costumbres y tradiciones
Las costumbres y tradiciones de la ciudad son:. 
- Bendición del Mar (Se celebra el Domingo de Pascua de Resurrección, al terminar la Semana Santa).
- Arenarte.
- Baile de La Hamaca (Se celebra el martes de Carnaval).

- Velorio de La Hamaca (Se celebra en la madrugada de lunes a martes de carnaval).
- Velorio de la Cruz de Mayo (Se celebra del 3 de mayo hasta junio).
- Fiesta de San Juan Bautista (Se celebra el 23 y 24 de junio).
- Diablos danzantes de Corpus Christi (Se celebra 60 días después del Jueves Santo, el jueves de Corpus Christi).
- Aniversario de la Toma de Puerto Cabello.
- Baile de la Burra
- Tambores de San Millán

## Patrimonio

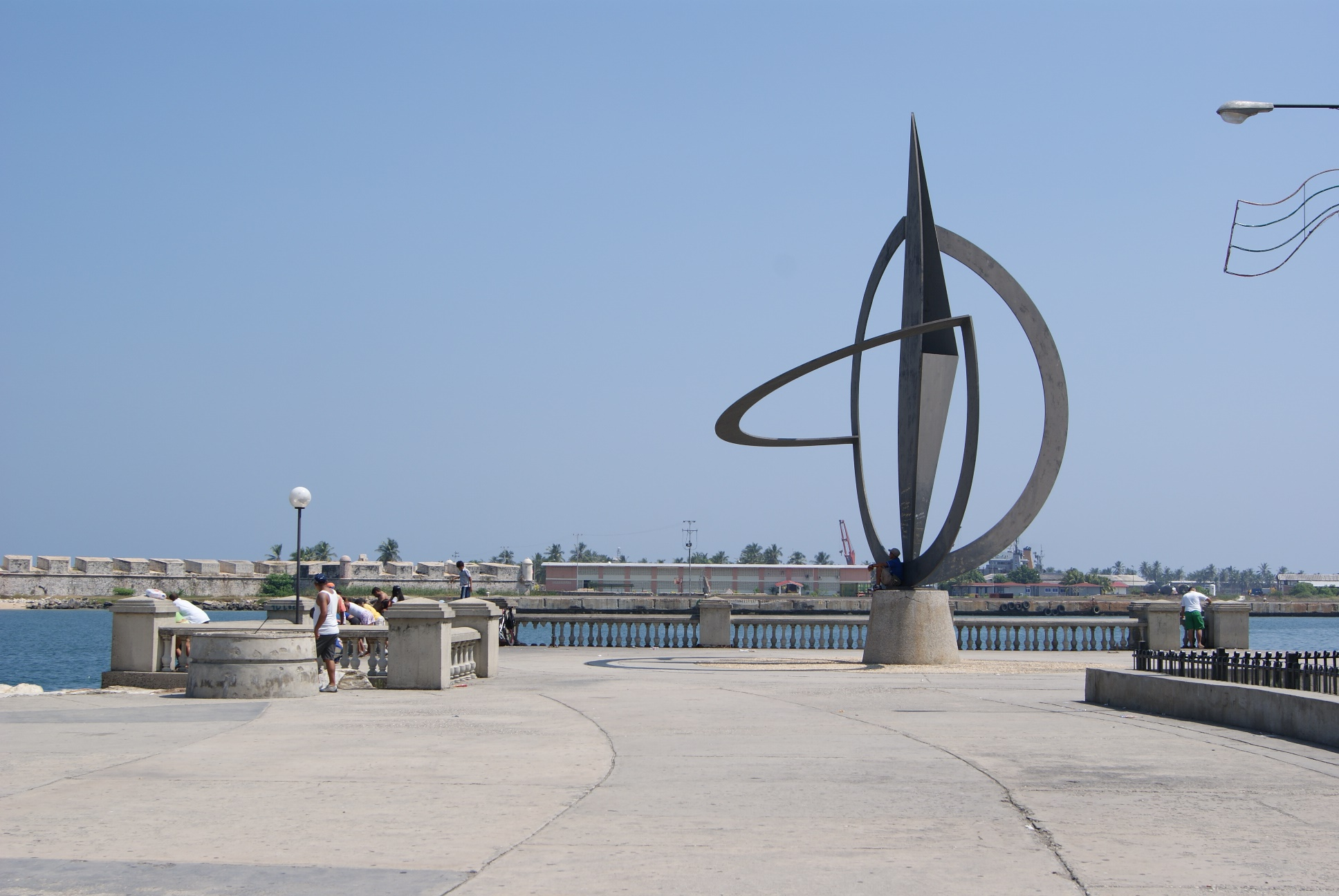
Malecón de la ciudad de Puerto Cabello.

Puerto Cabello ofrece un casco colonial totalmente restaurado que se extiende desde la Plaza Bolívar hasta la Casa Guipuzcoana, a lo largo de todo el malecón, desde donde se puede disfrutar de una hermosa vista de la bahía del puerto. Desde mediados del siglo XVI hasta el fin del período colonial, la ciudad sufrió continuos ataques por parte de piratas, bucaneros, corsarios y armadas de potencias enemigas de España. Entre los principales ataques están el de John Hawkins en 1565, el sufrido a manos de una escuadra francesa en 1595, los ataques de Francis Drake, el de Christopher Myngs en 1659 y los del Almirante Charles Knowles el 15 y el 24 de abril de 1743.
- Plaza Bolívar
- Catedral de San José
- Concejo Municipal
- Fortín Solano

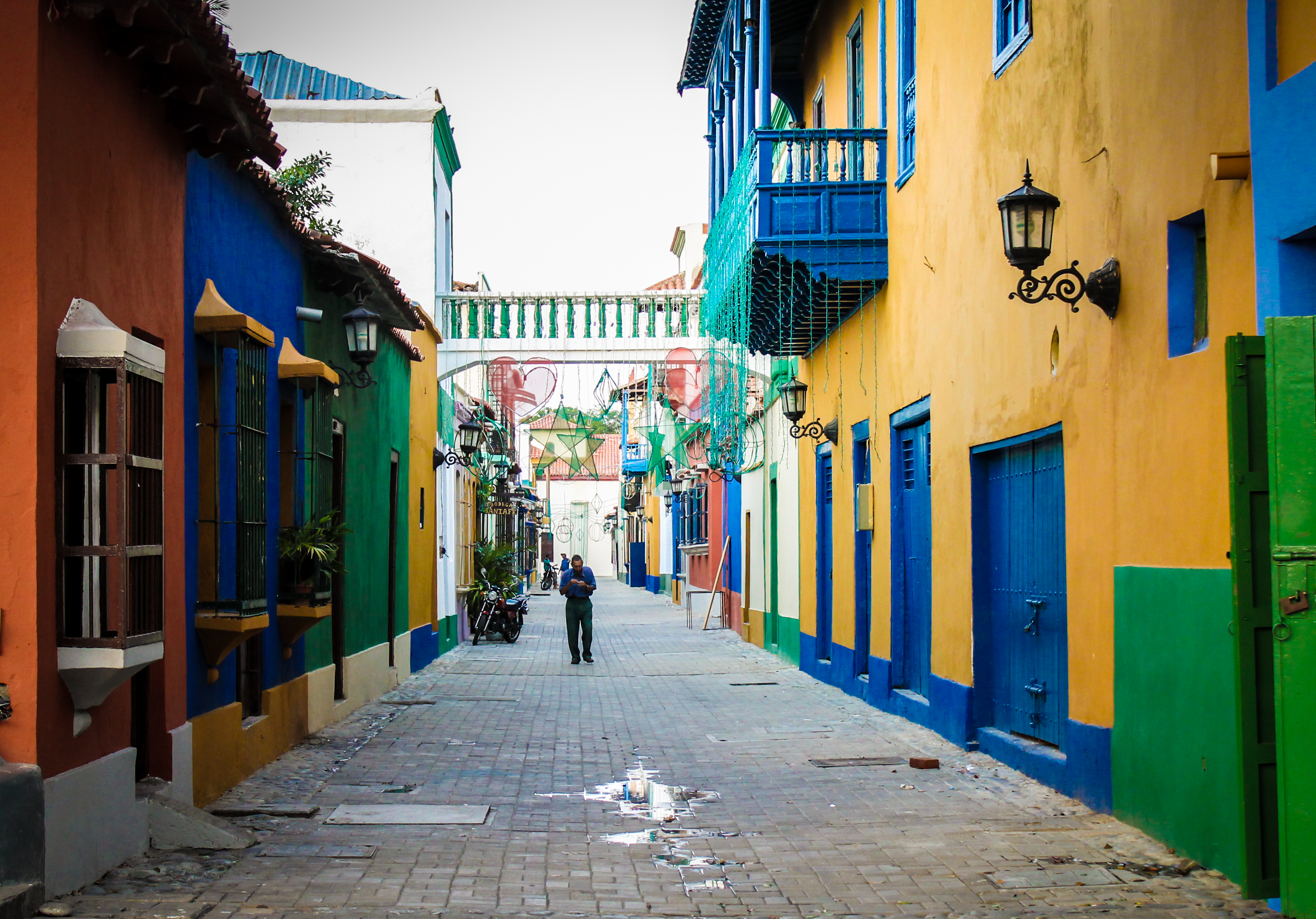
Calle Los Lanceros en Puerto Cabello.

- Castillo San Felipe (hoy Castillo Libertador)
- Calle Los Lanceros
- Iglesia del Rosario
- Casa Guipuzcoana
- Plaza El Águila
- Plaza de las Flores
- Plaza Salom
- Plaza Humboldt
- Monumento a la Descentralización
- Teatro Municipal
- Camino de los Españoles
- Cementerio de los Protestantes
- San Esteban Pueblo
- Parque nacional San Esteban

## Clima
| Parámetros climáticos promedio de Puerto Cabello | Parámetros climáticos promedio de Puerto Cabello | Parámetros climáticos promedio de Puerto Cabello | Parámetros climáticos promedio de Puerto Cabello | Parámetros climáticos promedio de Puerto Cabello | Parámetros climáticos promedio de Puerto Cabello | Parámetros climáticos promedio de Puerto Cabello | Parámetros climáticos promedio de Puerto Cabello | Parámetros climáticos promedio de Puerto Cabello | Parámetros climáticos promedio de Puerto Cabello | Parámetros climáticos promedio de Puerto Cabello | Parámetros climáticos promedio de Puerto Cabello | Parámetros climáticos promedio de Puerto Cabello | Parámetros climáticos promedio de Puerto Cabello |
| Mes                                              | Ene.                                             | Feb.                                             | Mar.                                             | Abr.                                             | May.                                             | Jun.                                             | Jul.                                             | Ago.                                             | Sep.                                             | Oct.                                             | Nov.                                             | Dic.                                             | Anual                                            |
| ------------------------------------------------ | ------------------------------------------------ | ------------------------------------------------ | ------------------------------------------------ | ------------------------------------------------ | ------------------------------------------------ | ------------------------------------------------ | ------------------------------------------------ | ------------------------------------------------ | ------------------------------------------------ | ------------------------------------------------ | ------------------------------------------------ | ------------------------------------------------ | ------------------------------------------------ |
| Temp. máx. media (°C)                            | 31                                               | 33                                               | 32                                               | 34                                               | 33                                               | 32                                               | 33                                               | 34                                               | 31                                               | 35                                               | 33                                               | 30                                               | 32.6                                             |
| Temp. media (°C)                                 | 29                                               | 30                                               | 29                                               | 28                                               | 30                                               | 27                                               | 28                                               | 29                                               | 28                                               | 30                                               | 29                                               | 26                                               | 28.6                                             |
| Temp. mín. media (°C)                            | 23                                               | 24                                               | 23                                               | 23                                               | 24                                               | 23                                               | 21                                               | 22                                               | 23                                               | 24                                               | 23                                               | 20                                               | 22.8                                             |
| Horas de sol                                     | 211                                              | 208                                              | 215                                              | 211                                              | 205                                              | 207                                              | 200                                              | 203                                              | 199                                              | 220                                              | 214                                              | 204                                              | 2497                                             |
| Humedad relativa (%)                             | 78                                               | 76                                               | 79                                               | 75                                               | 77                                               | 76                                               | 78                                               | 77                                               | 81                                               | 79                                               | 80                                               | 75                                               | 77.6                                             |
| [cita requerida]                                 |                                                  |                                                  |                                                  |                                                  |                                                  |                                                  |                                                  |                                                  |                                                  |                                                  |                                                  |                                                  |                                                  |

## Hidrografía
Ríos:::::::
- Aguas Calientes
- Borburata
- Goaigoaza: Está formado por dos ríos Miquija y Caria Prima luego estos dos se unen y forman uno solo hasta su desembocadura.
- Patanemo
- San Esteban: este río nace en la cima llamada Tetas de Hilaria, pasa por la población de San Esteban y desemboca hacia el este de la ciudad.

Estos ríos salen en general de la parte norte de la Cordillera de la Costa y desembocan en el Mar Caribe.

## Islas

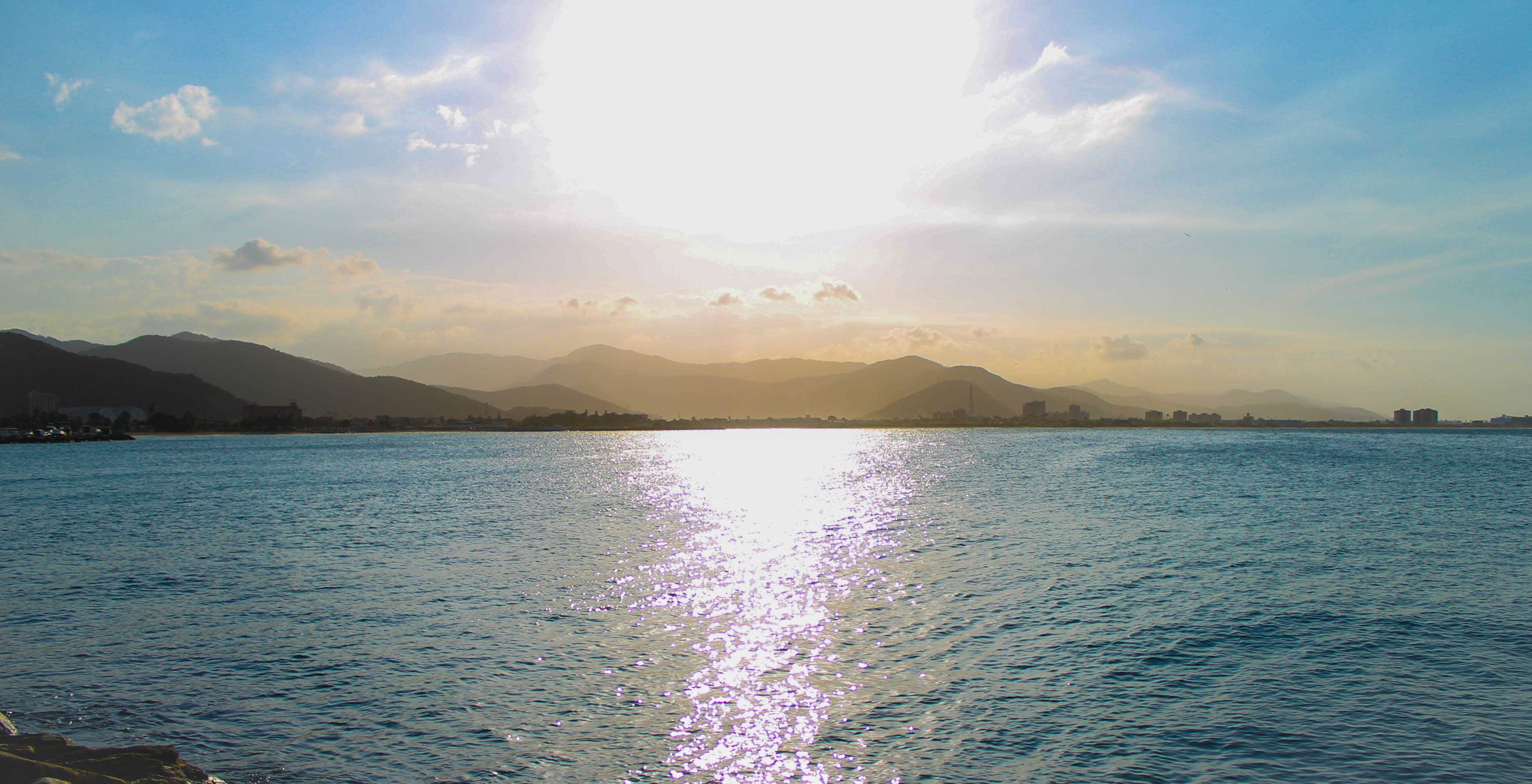
La ciudad de Puerto Cabello es conocida por sus hermosas playas e islas

Frente a Puerto Cabello hay una serie de pequeñas islas:
- Isla Larga: es la de mayor dimensión, con 1855 m de longitud. Actualmente forma parte del Parque Nacional San Esteban.

- Isla Santo Domingo: es una isla de 463 m a unos 928 m al oeste de Isla Larga.

- Isla Ratón: es un islote rodeado de corales a 1390 m al suroeste de la Isla Santo Domingo y a 230 m del continente.

- Isla del Rey: con 463 m de longitud, se halla rodeada de corales y arrecifes.

## Deportes
El Estadio Independencia es el principal estadio de la ciudad. En este se han realizado los "derbis" de Jonrones con varios reconocidos deportistas del béisbol venezolano. En varias temporadas de béisbol el mencionado estadio fue anfitrión de un juego entre las Águilas del Zulia y Navegantes del Magallanes y otro entre Navegantes del Magallanes y Bravos de Margarita, en los dos casos con la Victoria de Navegantes del Magallanes. También se encuentra en la Urbanización Vistamar la Academia de Fútbol Puerto Cabello Te Quiero llamado Complejo Deportivo Vistamar. En sus instalaciones se practican diferentes deportes, más sobresaliente el fútbol, y han acogido varios partidos. En la antigua sede del YMCA, renombrado Complejo Deportivo Socialista, se practican varios deportes, entre ellos baloncesto, fútbol y natación. En las Urbanizaciones San Esteban y Santa Cruz respectivamente, se encuentran los estadios Polideportivo y el nuevo Gimnasio Vertical, además de distintos gimnasios a cielo abierto repartidos en varias zonas de la ciudad. En la Urbanización San Esteban desde 1977 se realiza la Carrera Nacional San Esteban, una maratón en la que participan atletas de todo el país cada 31 de diciembre.

## Urbanizaciones

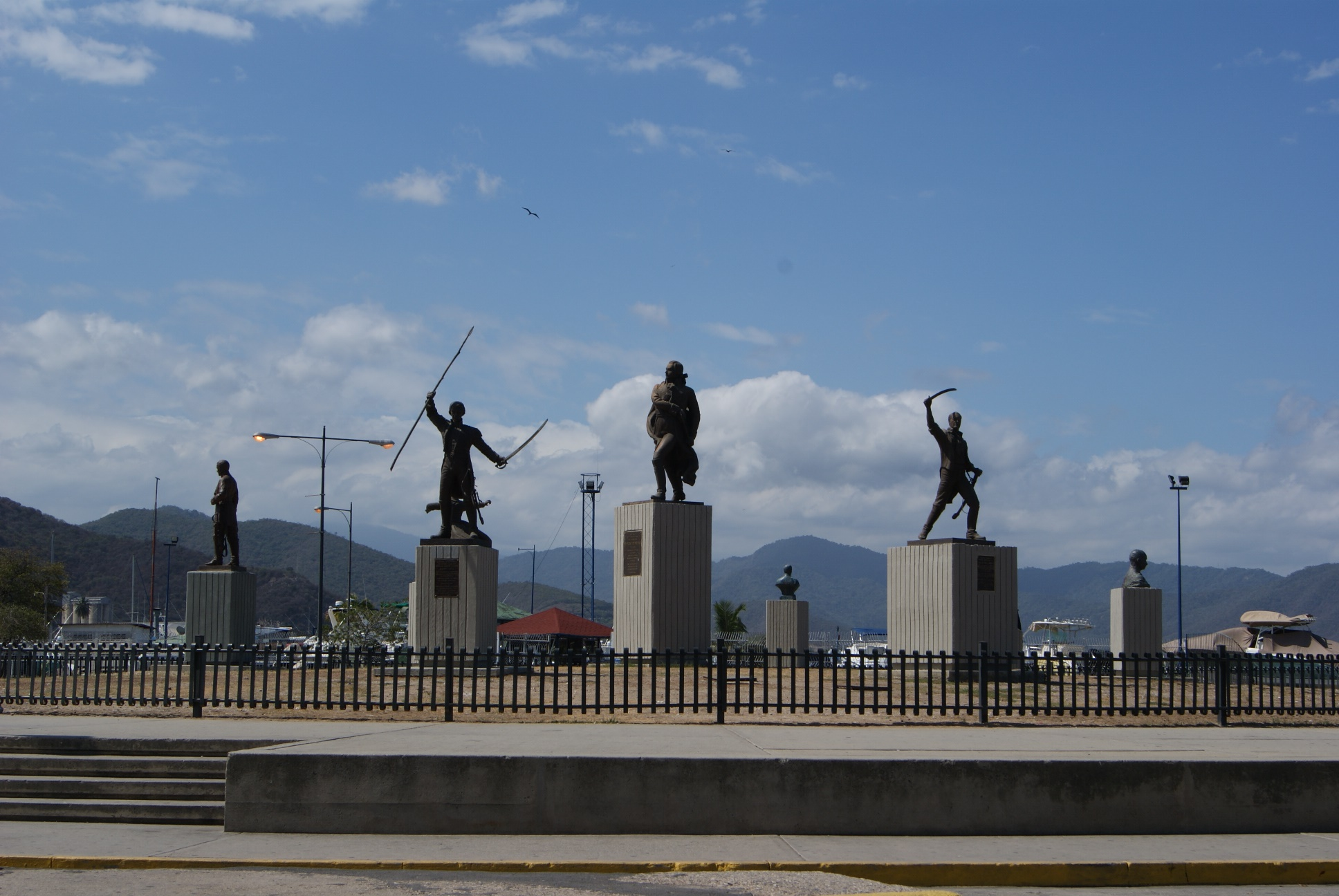
Monumento Los Próceres en Puerto Cabello.

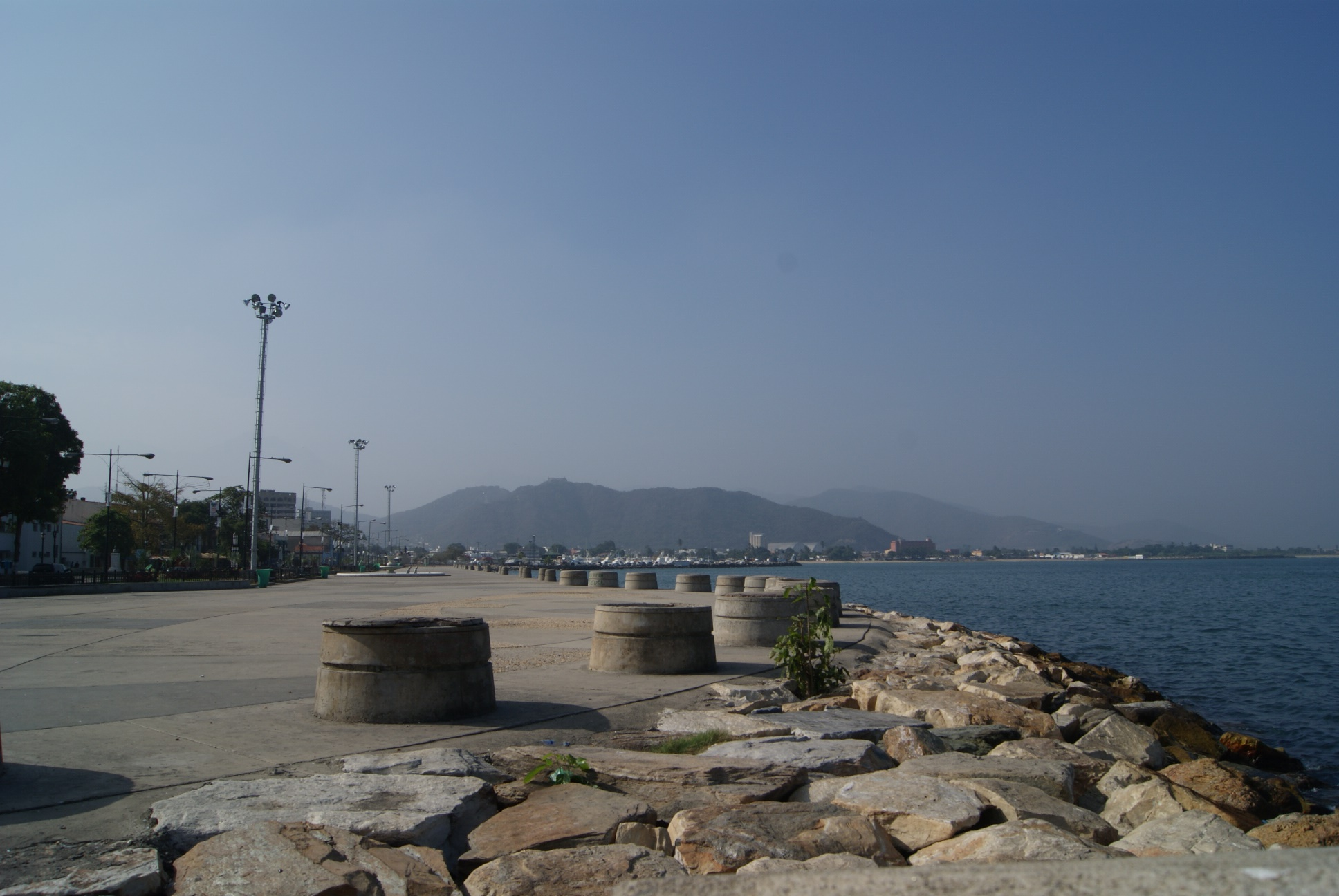
Vista del Malecón de Puerto Cabello.

Entre las urbanizaciones más importantes de Puerto Cabello destaca como el más importante urbanismo Rancho Grande zona donde se encuentra la mayor parte comercial del área metropolitana siendo a si esta famosamente conocida por los porteños. 
- Vistamar
- El Portuario
- La Sorpresa
- La Belisa
- Cumboto Norte
- Cumboto Sur
- Santa Cruz
- Cumboto II
- Las llaves
- Las Corinas
- San Esteban
- Altos de San Esteban
- Rancho Grande
- Colinas de Valle Seco
- Los Lanceros
- Entre otras

### Poblaciones
- Borburata fundada en 1548
- Goaigoaza
- Patanemo
- San Esteban Pueblo
- Gañango
- El Cambur

## Medios de comunicación

### Radios AM
- Radio Puerto Cabello (1290 AM): Primera emisora de radio en la ciudad fundada en 1938 AM y la segunda emisora de Venezuela en amplitud modulada para ese entonces, página web: https://web.archive.org/web/20180521043707/http://www.radiopuertocabello1290am.com.ve/
- Ondas del Mar (1380 AM)

### Radios FM
- C-Oye 89.1 FM , página web: http://www.insuperable891fm.com.ve/
- Océano 91.1 FM , página web: http://www.oceano911fm.com.ve/la-emisora/ (enlace roto disponible en Internet Archive; véase el historial, la primera versión y la última).
- Bahia Stereo 91.5 FM , página web: http://www.bahiastereo915fm.com.ve/
- Love Radio 91.9 FM , página web: https://web.archive.org/web/20161012151819/http://www.loveradio.com.ve/
- RNV Informativa 92.5 FM , página web: https://web.archive.org/web/20180430075348/http://rnv.gob.ve/
- Puerto 93.1 FM , página web: http://puerto931fm.blogspot.de/2009/06/somos-la-primera-fm-de-puerto-cabello.html
- Stereo Mar 94 (93.9 FM) , página web: https://web.archive.org/web/20180530144432/http://www.stereomar94fm.com.ve/
- PDVSA 95.3 FM , página web: http://www.pdvsa.com/index.php?lang=es
- La Diosa del Mar 96.3 FM , página web: http://www.ustream.tv/channel/la-diosa-del-mar-96-3-fm Archivado el 14 de mayo de 2018 en Wayback Machine.
- La 967 FM , página web: https://web.archive.org/web/20180414035027/http://la967fm.com/
- Fortín 97.3 FM
- Shalom 97.7 FM , página web: http://shalom977.blogspot.de/
- Rumbera Network 98.9 FM , página web: http://rumberaptocabello.com/ Archivado el 5 de agosto de 2018 en Wayback Machine.
- Puerto Luz 99.3 FM , página web: http://www.puertoluz.com.ve/ Archivado el 17 de abril de 2020 en Wayback Machine.
- HB2 Radio 99.5 FM
- Modulación 100.3 FM , página web: http://www.modulacion1003fm.com.ve/ Archivado el 30 de abril de 2018 en Wayback Machine.
- Climax 100.7 FM , página web: http://climaxfm.com/
- Costera 102.7 FM , página web: http://www.costera1027fm.com
- Litoral Stereo 103.5 FM
- Refugio 104.9 FM , página web: http://refugioradio.com/ Archivado el 26 de octubre de 2018 en Wayback Machine.
- Bolipuertos 105.5 FM , página web: http://www.bolipuertos.gob.ve/default.aspx Archivado el 30 de octubre de 2018 en Wayback Machine.

### Televisión
- Puertovisión. Primera cadena de televisión, luego desapareció y se fusionó con TVC hasta el cese de transmisiones de esta.
- TVC  (Televisión de la Costa) luego cambió su imagen y logotipo a PLTV, hasta su desaparición.

### Medios Impresos
- Diario La Costa, primer periódico de la región también se ha expandido hasta la costa del estado Falcón y otras zonas del estado Carabobo
- Notitarde La Costa, versión regional del diario Notitarde
- El Expreso de Carabobo

## Salud
La ciudad cuenta con varios centros hospitalarios, centros diagnósticos integrales (CDI) y clínicas privadas. Entre las más importantes se encuentran el Hospital Adolfo Prince Lara, el Hospital José Francisco Molina Sierra, adscrito al IVSS, el Ambulatorio Santa Rosa y el Hospital Naval Francisco Isnardi, entre otros.

## Educación

### Pública
- Universidad Nacional Experimental Francisco de Miranda (UNEFM)
- Universidad Nacional Experimental Politécnica de la Fuerza Armada Nacional (UNEFA)
- Instituto Universitario de Tecnología de Puerto Cabello (IUTPC)
- Instituto Nacional de Capacitación y Educación Socialista (INCES)

### Privada
- Instituto Universitario de Tecnología Juan Pablo Pérez Alfonzo (IUTEPAL)
- Universidad Panamericana del Puerto (UNIPAP)

### Colegios universitarios
- Colegio Universitario de Administración y Mercadeo (CUAM)